# Virginia Peña
Virginia Peña fue una calculista científica argentina.

## Reseña biográfica
Virginia Peña fue una calculista científica que se desempeñó entre 1909 y 1923 en el Observatorio Astronómico de La Plata. Tenía formación en matemáticas, y daba clases en escuelas secundarias de La Plata. La tarea que desarrollaba era considerada una tarea auxiliar a la investigación, sin embargo requería habilidad en la operación de máquinas de cálculo.
Es poco lo que se sabe de ella. Respecto de las calculistas, en su libro sobre las mujeres de la Universidad Nacional de La Plata, la antropóloga Ana Carolina Arias dice: “Las mujeres eran contratadas como calculistas o computadoras y debían contar con conocimientos sólidos en matemáticas. Si bien esta tarea era considerada menor, puesto que se trabajaba sobre los cálculos pero no sobre su interpretación, de forma explícita era remunerada “sin distinción de sexo”. Entre las empleadas se puede mencionar a Virginia Peña, quien trabajó como calculista desde 1909 a 1923 y a Antonia Saffores, contratada en 1907 como «calculista supernumeraria»."
Virginia Peña fue recordada en 2015 por Ramón Sánchez, Técnico que trabajaba en el Taller Mecánico, en ocasión de ser entrevistado por el 132 aniversario del Observatorio, y su testimonio aporta algo más de información:

“Entré al Observatorio por 1940 y estuve de aprendiz en el Taller Mecánico. Mi jefe era Plotnikoff, un señor ruso que había trabajado en el Observatorio de Córdoba; a otro compañero llamado Fresnera y a mí ¡nos enseño todo sobre la mecánica instrumental! En realidad me trajo una profesora que me conocía de chiquito, Virginia Peña. Ella daba clases en el “Mary O. Graham” y en el colegio industrial de calle 1, me adoraba como si fuera su hijo. Yo le decía que quería ser mecánico y ella me hizo entrar a la agencia Chevrolet en calle 49 entre 6 y 7; allí estuve seis meses como aprendiz y vendía repuestos de Chevrolet 40. Tenía sólo 14 años y el dueño de la agencia, un profesor de ingeniería llamado Héctor Isnardi, tomó confianza conmigo y ¡me daba mazos de dinero que yo depositaba en los bancos! Pero no era la mecánica que yo quería y un día me dijeron que no fuera más, así es que esa profesora, que era amiga de Félix Aguilar, me trajo al Observatorio”.

Por otra parte, la información más completa sobre Virginia Peña fue presentada por Mónica López Durso, Museóloga del Observatorio de La Plata, en una ponencia presentada en el Congreso de Museos Universitarios en 2010. En ella refiere que la tarea de Peña era la determinación de constantes y tablas de uso en investigación a partir de datos proporcionados por los astrónomos de la casa. Estos cálculos los realizaba con la calculadora mecánica llamada "Millonaria". Como cierre de su ponencia, y en referencia al rol de Virginia Peña como calculista, López D’Urso dice:

“De esta historia, de esta tarea necesaria para la existencia completa y organizada de la astronomía vernácula, dan cuenta las máquinas y las personas, y los documentos escritos, ejemplo de ello fue la calculista Virginia Peña, que durante años, junto con sus compañeros se ocupó de darle forma a una parte del cielo.”

El relato de ficción "Un cielo de números", autoría de Fernanda Day Pilaría, fue inspirado en la figura de Virginia Peña, y se incluye en un volumen sobre las primeras mujeres profesionales de la Universidad Nacional de La Plata.